# Olga Valentinovna Korbut
Olga Valentinovna Korbut (belorusko Вольга Валянцінаўна Корбут, rusko Ольга Валентиновна Корбут), beloruska in sovjetska gimnastičarka in pedagoginja, * 16. maj 1955, Grodno.